# Орден Заслуг Червоного Хреста
Орден Заслуг Червоного Хреста (яп. 日本赤十字社有功章 Ніппон секідзю:дзі-ся ю:ко:сьо:) — нагорода Японського Червоного Хреста.

## Історія
Орден Заслуг Червоного Хреста був заснований 21 червня 1888 року та вручався за заслуги перед Товариством Червоного Хреста Японії. Нагороди вручаються Постійною Радою Товариства з відома та згоди імператора.
Спочатку існував лише один ступінь ордена — срібний, у 1956 році було засновано ще один ступінь — золотий. В даний час знаки ордену носяться на простій стрічці (на банті для дам) без розетки, але до Другої світової війни на стрічці кріпилася 22-мм розетка кольорів стрічки.
Спочатку орденські знаки виготовлялися з тоншого металу. Крім того, в різні періоди часу відзначалися і деякі відмінності в їхньому зовнішньому вигляді. Наприклад, орден зразка 1888 року має дрібне зображення міфологічного птаха Хоо без «очей» на кінцях пір'я її хвоста. Зображення бамбука і павлонії помітно відстоять від країв медальйону, причому гілки бамбука виконані з широко розкритим листям. У червоного хреста короткі та широкі перехрестя. Також відомі ордени зразка приблизно 1905 і датовані 1930-ми роками минулого століття. Орден, нагородження яким було здійснено у 1952 році, має дрібніше зображення птаха Хоо, з короткою шиєю та вузькими крилами, відрізняється деталями у зображенні пір'я на її спині та гілок бамбука. Кожен з цих різновидів ордена має відмінності в написанні ієрогліфів на реверсі, а куля-підвіска з часом стає все більшою.

## Статут нагороди
Орденом Заслуг Червоного Хреста нагороджуються ті, хто сприяв роботі товариства або зробив великі внески до його фондів. В даний час в залежності від розміру пожертв члени Товариства отримують наступні звання та відзнаки:
- Понад 10 тис. єн – вручається Срібна медаль Особливого члена товариства.
- Понад 30 тис. єн – вручається Золота медаль Особливого члена товариства.
- Понад 200 тис. єн – вручається Срібний орден за заслуги (для юридичних осіб — нагородна плакетка).
- Понад 500 тис. єн – вручається Золотий орден за заслуги (для юридичних осіб — нагородна плакетка).

Крім того, нагороди можуть вручатись за практичний особистий внесок у роботу товариства. Наприклад, донори, які здали кров понад 70 разів, нагороджуються Срібним орденом, а понад 100 разів — Золотим орденом.
Орден носиться на стрічці, на грудях у групі з іншими нагородами, та розташовується після всіх японських та іноземних державних нагород. Жінки носять орден на грудях на орденській стрічці, складеній у бант.
Існують мініатюри ордену. До золотого знака ордена фрачник іде у комплекті. У комплект срібного ордену входить розетка для повсякденного носіння на одязі замість ордену.

## Опис
Орден виконаний у вигляді хреста, кожен з його чотирьох кінців складається з 5 променів, покритих білою емаллю діаметром 47 мм.
Аверс. У центрі — на поверхні, покритій темно-синьою емаллю, об'ємне стилізоване зображення, що складається із зображення павлонії (імператорський герб), бамбука (символ стійкості та непохитності), міфологічної птиці Хоо (символ доброї ознаки) та Женевський червоний хрест.
Реверс. У медальйоні — срібні ієрогліфи на блакитній емалі, що означають: «21-й рік Мейдзі [1888], Орден за заслуги, Товариство японського Червоного хреста».
Стрічка ордена ідентична стрічці медалі члена Товариства, шириною 37 мм, виготовлена з муарового шовку червоного кольору. По обидва її боки розташовані парні поздовжні смуги по 2 мм шириною кожна, віддалені один від одного на 2 мм і від краю стрічки — на 3 мм. Кольори смуг варіюються від темно-лілового на ранніх нагородах до фіолетового на пізніших, причому в епоху Сьова вони були блідо-блакитними.
Золотий орден за заслуги аналогічний Срібному ордену, але його срібні частини позолочені.
Нагороди вручаються у спеціальних коробочках. Спочатку ордени вручали у дерев'яних лакованих коробочках із написом на кришці. Зараз коробочки виготовляють із металу, пластику та шкір0замінника. Також є ордени, вручені у чорних лакованих коробочках.
Нагороди для юридичних осіб мають ту саму форму, що й для індивідуальних осіб, але виготовляються без кільця для підвіски на стрічку, прикріплюються разом із бантом та розеткою на основу, обтягнуту темно-синьою тканиною, та поміщаються у дерев'яну рамку розміром 19.3 см на 25.4 см.

## Галерея

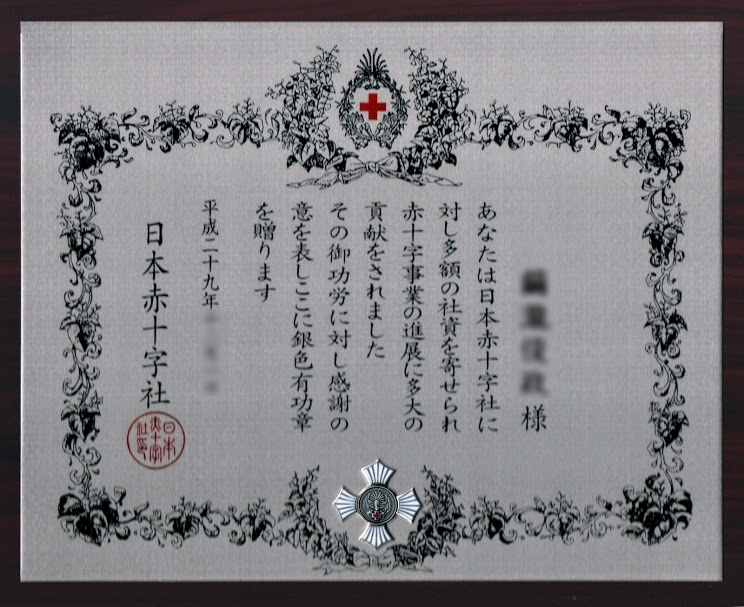
Срібний орден для юридичних осіб.
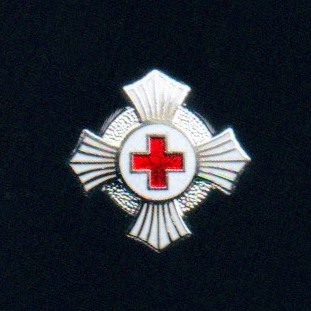
Мініатюра срібного ордена.